# Lávka

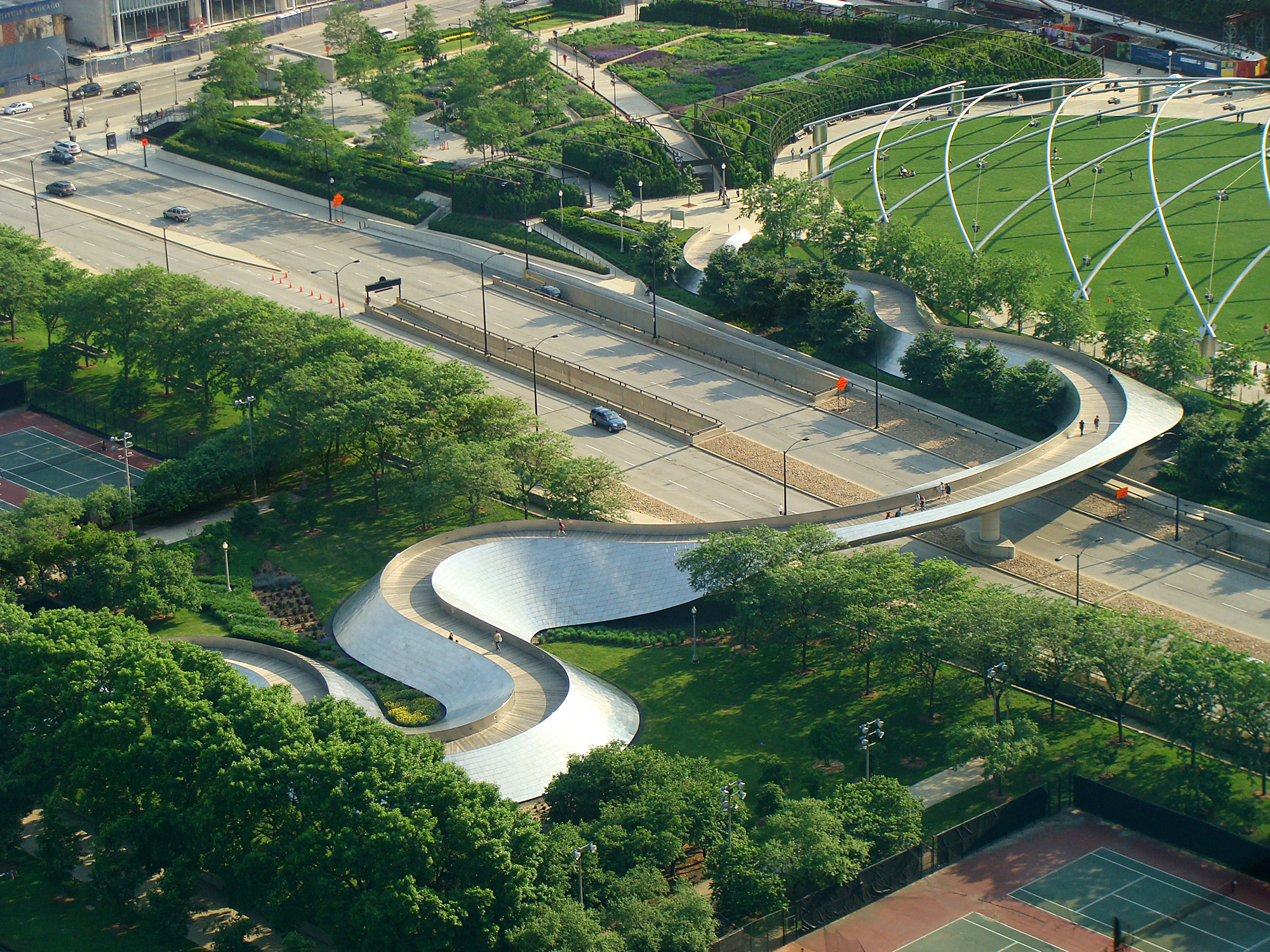
Lávka přes silnici v Millennium Parku v Chicagu

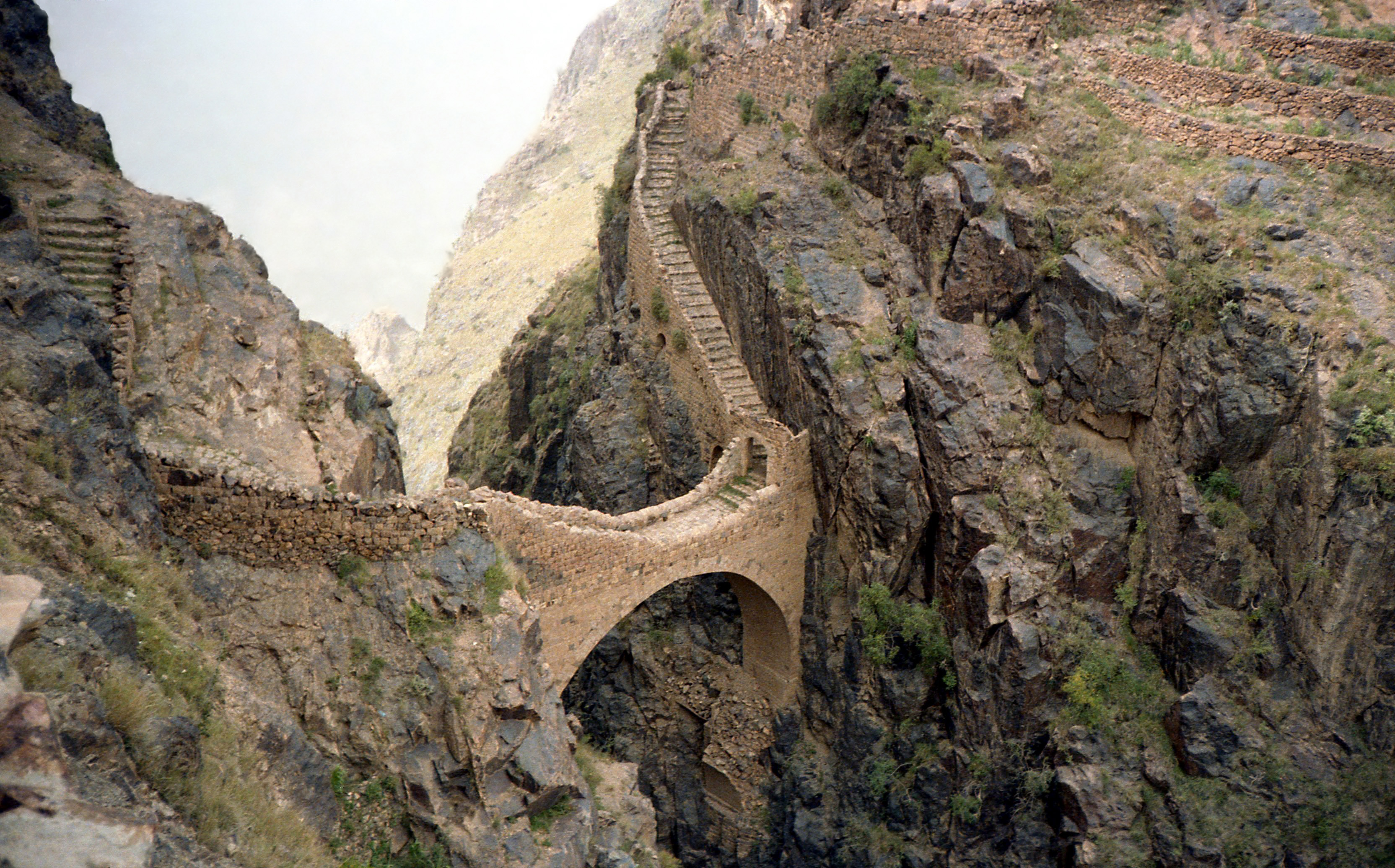
Lávka v Jemenu v oblasti Shaharah v provincii 'Amran

Lávka je lehký most či můstek. Obvykle se tak označují krátké i dlouhé mosty určené pouze pro pěší nebo cyklisty, případně jen pro převedení inženýrských sítí (například potrubí).
Lávky mohou překonávat vodní tok, příkop, rokli, železnici nebo vozovku, ale také mohou vést po straně skalní stěny nebo stavby a umožňovat tak průchod nebo přístup.
Slovo lávka má společný základ se slovem lavice. Nářečně se používá výraz lávka nebo lavka pro označení lavice. 